# Heliga Treenighetens grekisk-ortodoxa kyrka, Steubenville
Heliga Treenighetens grekisk-ortodoxa kyrka (engelska: Holy Trinity Greek Orthodox Church) är en grekisk-ortodox kyrkobyggnad belägen i huvudorten Steubenville, i Jefferson County i delstaten Ohio, i nordöstra USA.
Kyrkan är helgad åt Treenigheten och tillhör det Grekisk-ortodoxa ärkestiftet i Amerika i Konstantinopels ekumeniska patriarkat i den Grekisk-ortodoxa kyrkan.

## Historik
Innan kyrkan blev grekisk-ortodox, var den metodistisk. Den blev grekisk-ortodox i samband med att kyrkan köptes den 21 augusti 1945.
Denna kyrka är även den äldsta grekisk-ortodoxa kyrkan i Steubenville.

## Lista över kyrkans präster
- Nicholas Spilliotis (1945)
- John Berris (1945-1958)
- Demitrios Sakellarides (1958-1963)
- James Demitras (1964-1989)
- Father Andrew Clarke (1989-1990)
- George J. Longos (1990-1995)
- Dean J. Dimon (1996-2008)
- Nicholas Halkias (2009-2019)
- Matthew Moore (2019- )

## Bilder

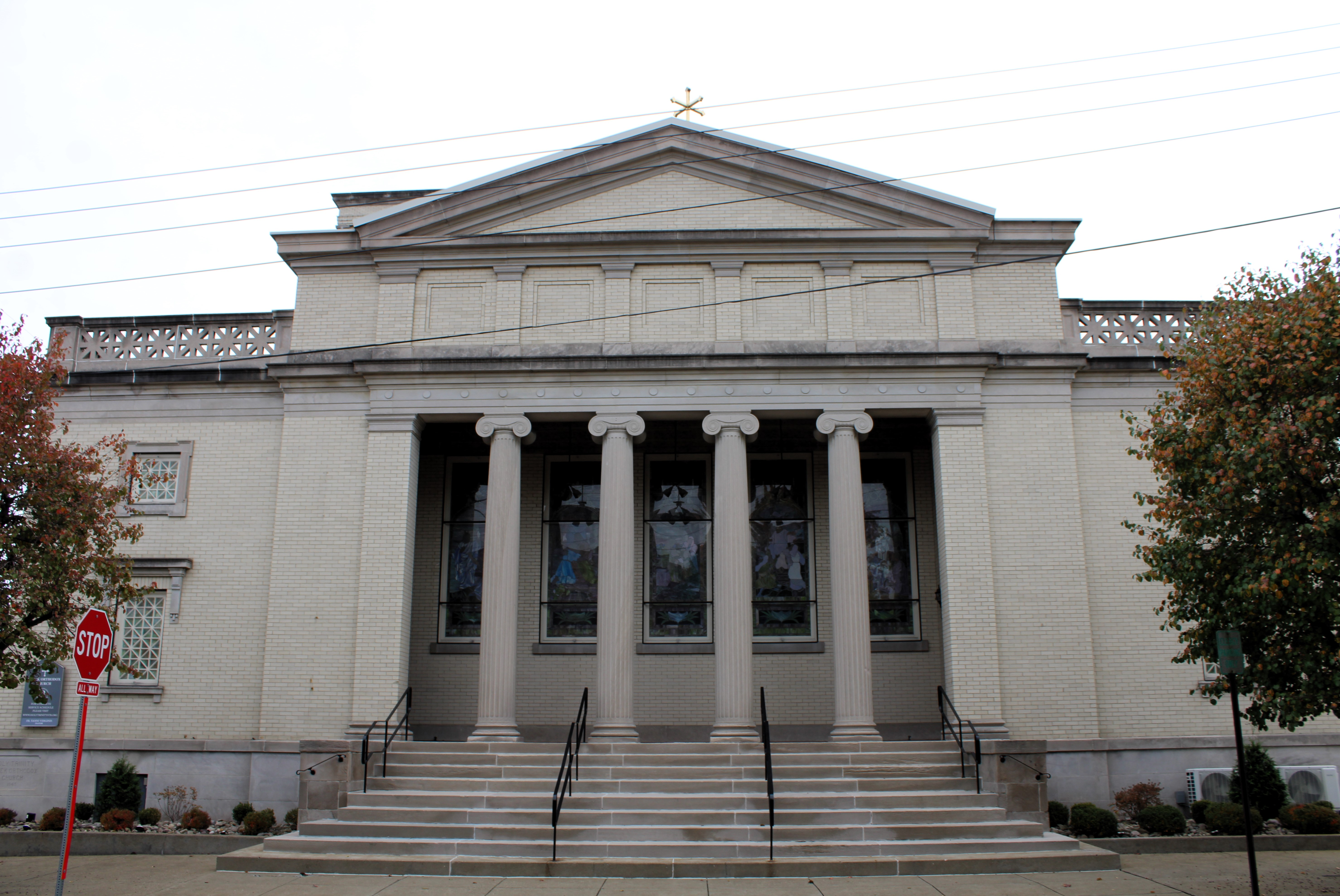
Entrén.
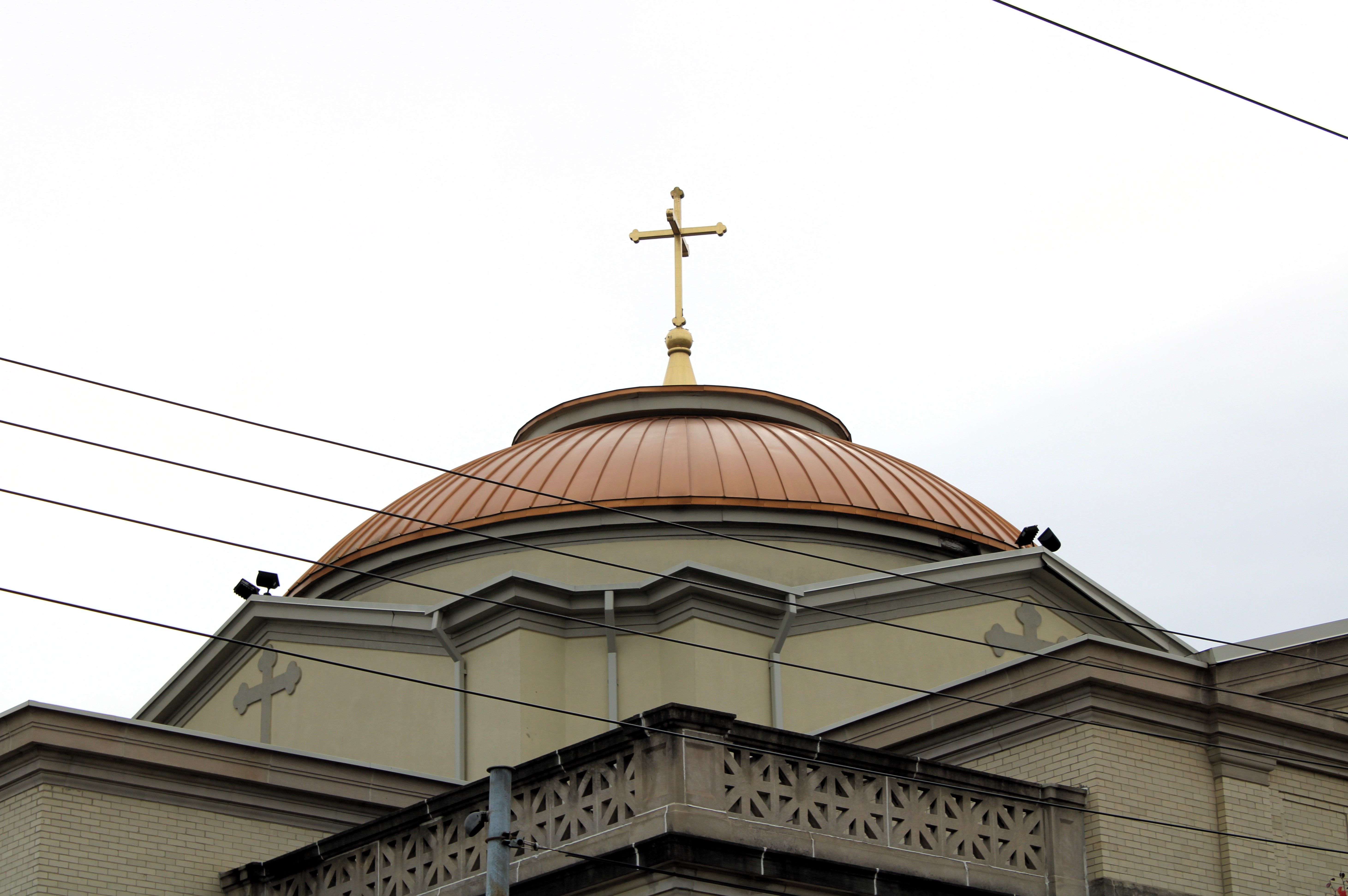
Närmare bild på kupolen.